# Commune nouvelle
Der Begriff einer Commune nouvelle (wörtlich neue Gemeinde) in Frankreich wird für neu zu schaffende Gemeinden verwendet, die durch die Fusion bisher selbstständiger Gemeinden per Dekret entstehen. Die Rechtsgrundlage hierfür ist im Artikel 21 des Gesetzes Nr. 2010-1563 vom 16. Dezember 2010 („Reform der Gebietskörperschaften“) festgelegt. Diese Vorgangsweise wurde geschaffen, um die Neuorganisation von Gemeinden zu vereinfachen, und ermöglicht sowohl den Zusammenschluss aneinander grenzender Gemeinden als auch ganzer Gemeindeverbände, die sich zu einer „Commune nouvelle“ verändern wollen. Sie ersetzt die diesbezüglichen Vorschriften für die Schaffung von Communes associées laut Gesetz Marcellin vom 16. Juli 1971.

## Gründung
Eine „Commune nouvelle“ kann in der Gemarkung aneinander grenzender Gemeinden geschaffen werden:
- auf Antrag aller Gemeinderäte,
- auf Antrag von mindestens zwei Drittel der Gemeinderäte eines Gemeindeverbandes,
- auf Antrag des Organs, das einen Gemeindeverband im Hinblick auf die Gründung einer gemeinsamen „Commune nouvelle“ all seiner Mitgliedsgemeinden berät,
- auf Initiative des Vertreters des Staates im Département, des Präfekten.

## Statut
Die „Commune nouvelle“ ist nach außen eine mit denselben Kompetenzen ausgestattete Gemeinde wie alle anderen französischen Gemeinden. Intern handelt es sich um eine spezielle Verwaltungsorganisation auf Gemeindeebene, die die Interessen der einzelnen zusammengeschlossenen Gemeinden entsprechend berücksichtigt.
Die zusammengeschlossenen ehemaligen Gemeinden bleiben zumeist in Form von Communes déléguées erhalten, die den Namen und die territorialen Grenzen der ehemaligen Kommunen übernehmen und deren Interessen vertreten. Der Gemeinderat der „Commune nouvelle“ kann nach einer Beratung aber auch entscheiden, die Delegierten der ehemaligen Gemeinden nicht zu übernehmen und daher auch keine „Communes déléguées“ zu installieren.

## Entstehung
Der Hauptgrund für die Entstehung von neuen Großgemeinden in den verschiedenen Regionen Frankreichs ist der kontinuierliche und in vielen Fällen immer noch anhaltende Bevölkerungsrückgang in den Landgemeinden (communes rurales) seit der Mitte des 19. oder seit Beginn des 20. Jahrhunderts; dieser ist im Wesentlichen auf die Aufgabe von bäuerlichen Kleinbetrieben sowie auf die Mechanisierung der Landwirtschaft und den damit einhergehenden Verlust von Arbeitsplätzen zurückzuführen.